# Velence Marco Polo repülőtér
A Velence Marco Polo repülőtér (IATA: VCE, ICAO: LIPZ) Olaszország egyik nemzetközi repülőtere, amely Velence közelében található. Éves utasforgalma 9 319 156 fő (2022).
Nevét Marco Polo kereskedőről és felfedezőről kapta, aki Velencében született és élt.

## Megközelítése

### Busszal
Mestre irányából az 5-ös, a 15-ös és a 45-ös autóbusszal.
Legközelebbi jelentős vasútállomás a Stazione di Venezia Mestre.

## Futópályák
A repülőtér futópályái:
- 04L/22R (3300 m, aszfalt)
- 04R/22L (3300 m, aszfalt)

## Forgalom
Az utasforgalom az elmúlt években az alábbi módon változott:
| Utasok száma | 3 718 454 | 4 216 398 | 5 871 415 | 7 076 114 | 6 717 600 | 8 188 455 | 8 475 188 | 10 371 380 | 11 561 594 | 9 319 156 |
|              | 1999      | 2002      | 2004      | 2007      | 2009      | 2012      | 2014      | 2017       | 2019       | 2022      |

## Légitársaságok és úticélok
2025-ben a Velence Marco Polo repülőtérről az alábbi járatok indulnak (Utoljára frissítve: 2025-04-3):

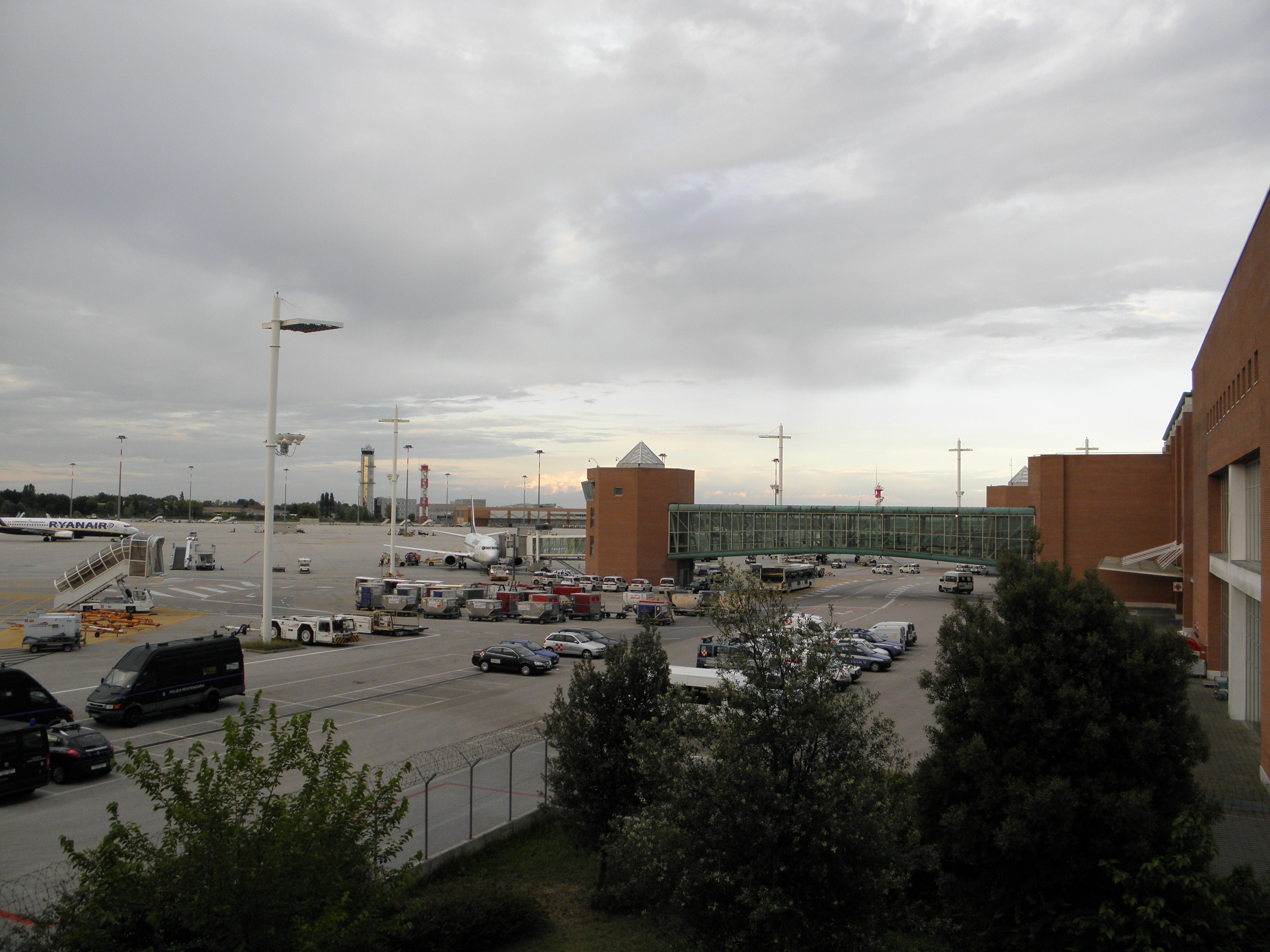

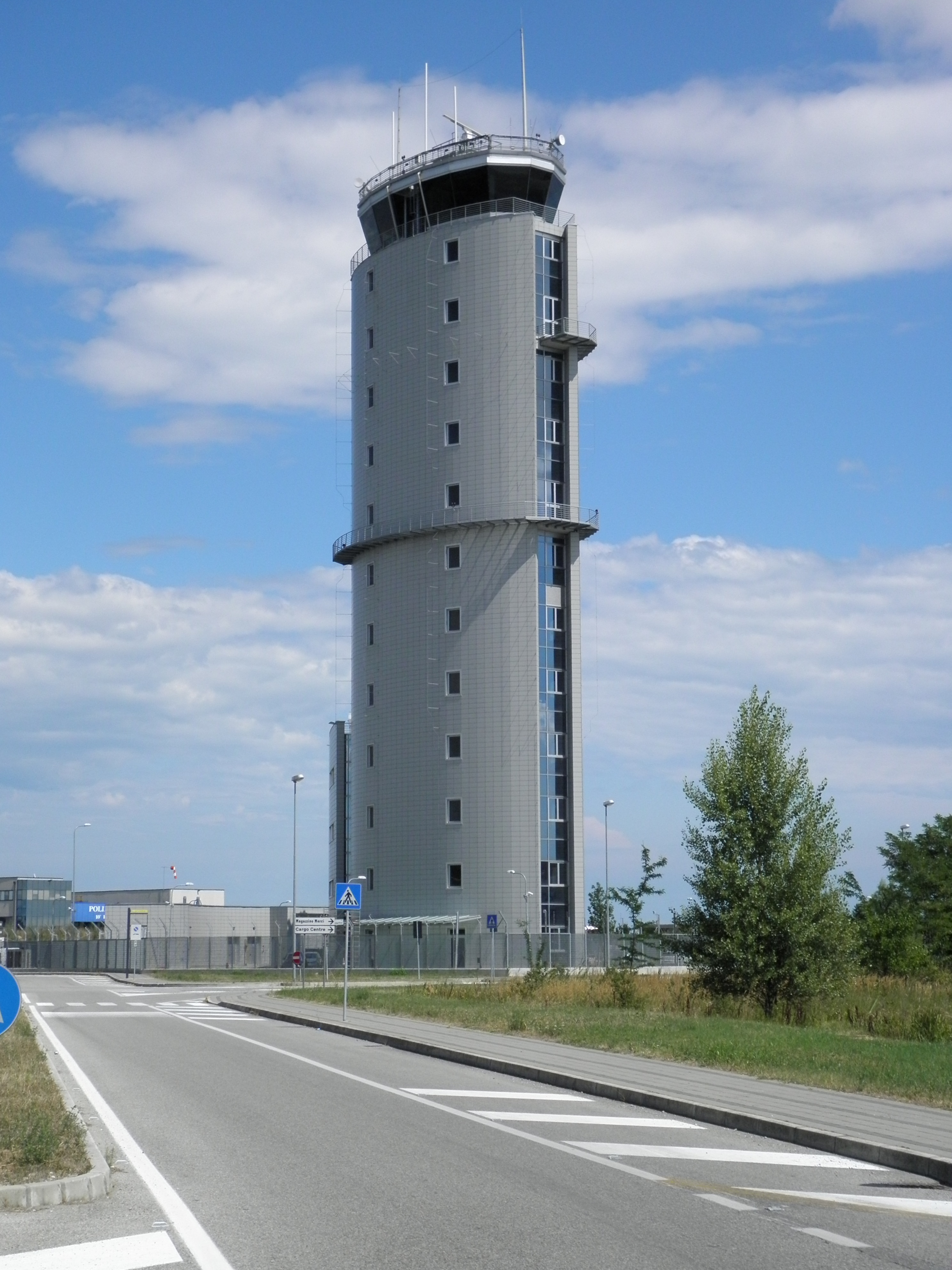
Irányítótorony

A következő légitársaságok üzemeltetnek rendszeres menetrend szerinti és charterjáratokat:
| Légitársaság                  | Célállomások |
| ----------------------------- | --- |
| Aegean Airlines               | Athén Szezonális: Thessaloniki |
| Aer Lingus                    | Szezonális: Dublin |
| Air Arabia                    | Casablanca |
| Air Cairo                     | Sarm es-Sejk |
| Air Canada                    | Szezonális: Montréal–Trudeau, Toronto–Pearson |
| Air Dolomiti                  | München |
| Air Europa                    | Madrid |
| Air France                    | Párizs-Charles de Gaulle repülőtér |
| Air Serbia                    | Belgrád |
| Air Transat                   | Szezonális: Montréal–Trudeau, Toronto–Pearson |
| airBaltic                     | Szezonális: Riga |
| American Airlines             | Szezonális: Dallas/Fort Worth (kezdődik 2025 június 8-tól), Philadelphia, Chicago O'Hare |
| Asiana Airlines               | Szezonális charter: Szöul–Incshon |
| Austrian Airlines             | Bécs |
| British Airways               | London–Heathrow |
| Brüsszel Airlines             | Brüsszel |
| China Eastern Airlines        | Sanghaj-Putung |
| Croatia Airlines              | Szezonális: Dubrovnik[forrás?] |
| Cyprus Airways                | Szezonális: Lárnaka (kezdődik 2025 május 30-tól) |
| Delta Air Lines               | Szezonális: Atlanta, New York–JFK |
| easyJet                       | Amszterdam, Basel/Mulhouse, Berlin, Bristol, Genf, London–Gatwick, Lyon, Manchester, Nizza, Párizs-Charles de Gaulle repülőtér, Párizs–Orly Szezonális: Edinburgh |
| El Al                         | Szezonális: Tel-Aviv[forrás?] |
| Emirates                      | Dubai–International |
| Eurowings                     | Düsseldorf Szezonális: Köln/Bonn, Hamburg, Stuttgart |
| Finnair                       | Szezonális: Helsinki |
| FLYYO                         | Szezonális charter: Tel-Aviv |
| HiSky                         | Chișinău |
| Iberia                        | Madrid |
| ITA Airways                   | Róma–Fiumicino |
| Jet2.com                      | Birmingham, Manchester |
| KLM                           | Amszterdam |
| LOT (légitársaság)            | Varsó–Chopin |
| Lufthansa                     | Frankfurt |
| Lumiwings                     | Foggia |
| Luxair                        | Luxembourg |
| Norwegian                     | Szezonális: Koppenhága,[forrás?] Oslo,[forrás?] Stockholm–Arlanda[forrás?] |
| Pegasus Airlines              | Isztambul–Sabiha Gökçen |
| Qatar Airways                 | Doha |
| Royal Air Maroc               | Casablanca |
| Ryanair                       | Barcelona, Bari, Berlin, Brindisi, Bristol, Catania, Cork, Dublin, Edinburgh, London–Stansted, Manchester, Marseille, Nápoly, Palermo, Prága, Reggio Calabria, Santander, Trapani Szezonális: Alghero, Bournemouth, Köln/Bonn, Helsinki, Lamezia Terme, Madrid, Bécs                        |
| Saudia                        | Szezonális: Jeddah (kezdődik 2025 június 13-tól), Rijád (kezdődik 2025 június 15-től) |
| Scandinavian Airlines         | Szezonális: Koppenhága, Oslo |
| SunExpress                    | Szezonális: Izmir |
| Swiss International Air Lines | Zürich |
| TAP Air Portugal              | Lisszabon |
| Transavia                     | Nantes, Párizs-Orly |
| Tunisair                      | Tunisz |
| Turkish Airlines              | Isztambul |
| Twin Jet                      | Szezonális: Nizza |
| United Airlines               | Szezonális: Newark, Washington–Dulles (kezdődik 2025 május 22-től) |
| Volotea                       | Athén, Bilbao, Bordeaux, Lyon, Marseille, Nantes, Nápoly, Nizza, Toulouse Szezonális: Asturias,[forrás?] Cagliari,[forrás?] Kárpáthosz,[forrás?] Lampedusa,[forrás?] Mikonosz,[forrás?] Olbia,[forrás?] Pantelleria,[forrás?] Szantorini,[forrás?] Szkíathosz,[forrás?] Zákinthosz[forrás?] |
| Vueling                       | Barcelona |
| Wizz Air                      | Athén, Barcelona, Budapest, Catania, Chișinău, Kolozsvár, London–Gatwick, Madrid, Sarm es-Sejk, Szkopje, Tenerife–South, Varsó–Chopin, Jereván |